# Егорьевск II
Его́рьевск II (в пригородных расписаниях просто Его́рьевск) — остановочный пункт на Егорьевской ветви Большого кольца Московской железной дороги. Находится на западе города Егорьевск одноимённого округа Московской области, рядом с автовокзалом. Входит в границы станции Егорьевск I, единственный действующий о.п. на ней.
Расположен на однопутном участке (Егорьевской ветви) Большого кольца Ильинский Погост — Егорьевск I / II — Воскресенск.
На о.п. 2 высокие платформы — боковая и островная. На платформе действуют кассы пригородного сообщения и дальнего следования.
Проходит максимум 10 пригородных поездов на Куровскую и 2 — на Воскресенск. Также из них от станции отходят 2 электропоезда в будни и 3 в выходные напрямую до Москвы-Казанской через Куровскую.
Ранее Егорьевск II была отдельной станцией с пассажирской и грузовой работой, а Егорьевск I — отдельной товарной станцией к юго-востоку на неэлектрифицированном тупиковом ответвлении. Ныне существует единая станция Егорьевск I, которую также кратко называют просто Егорьевск.
Егорьевск II — единственный остановочный пункт на территории городского округа Егорьевск на Большом кольце. Следующая остановка в сторону Куровской, Беззубово, расположена на территории Орехово-Зуевского района Московской области рядом с одноимённой деревней, а в сторону Воскресенска — Рудниковская — в Воскресенском районе. Остановочные пункты на ветке Кривандино —  47 км — Рязановка, хотя и расположены в городском округе Егорьевск, не имеют прямого сообщения с основной (исторической) частью Егорьевска и Москвой.